# Eumacrohoughia minor
Eumacrohoughia minor là một loài ruồi trong họ Tachinidae.